# ناودان تپه شماره ۲
ناودان تپه شماره ۲ مربوط به هزاره اول قبل از میلاد است و در شهرستان شاهرود، بخش میامی، روستای رضوان واقع شده و این اثر در تاریخ ۲۵ خرداد ۱۳۸۱ با شمارهٔ ثبت ۵۸۶۹ به‌عنوان یکی از آثار ملی ایران به ثبت رسیده است.